# Curva (matematica)

Una curva piana a forma di farfalla

In matematica, una curva è un oggetto unidimensionale e continuo, come ad esempio la circonferenza e la retta. Una curva può giacere su un piano, nello spazio euclideo, o in uno spazio topologico più generale.
Una curva può essere pensata intuitivamente come la traiettoria descritta da un oggetto puntiforme che si muove con continuità in qualche spazio. Per definire la curva si fa ricorso alle nozioni di funzione continua e funzione differenziabile.

## Definizioni

Il sostegno di una curva è la sua immagine

La spirale di Fermat è una curva semplice non chiusa

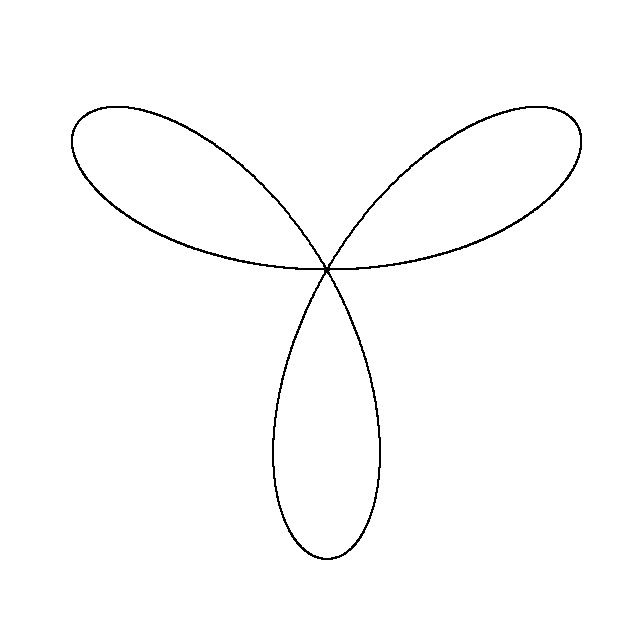
Una rodonea con tre petali. Si tratta di una curva chiusa non semplice (si interseca più volte nel centro)

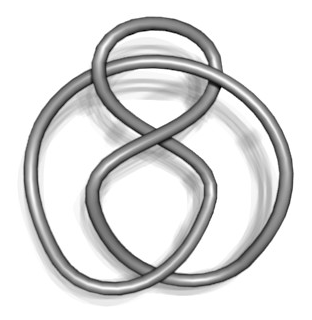
Una curva semplice chiusa nello spazio tridimensionale è un nodo

In topologia, una curva è una funzione vettoriale continua
{\displaystyle f:I\rightarrow X}
dove {\displaystyle I} è un intervallo della retta reale e {\displaystyle X} è un qualsiasi spazio topologico.
Ad esempio, {\displaystyle X} può essere il piano cartesiano {\displaystyle \mathbb {R} ^{2}}, lo spazio euclideo {\displaystyle \mathbb {R} ^{3}} o un generico spazio {\displaystyle \mathbb {R} ^{m}}. L'intervallo {\displaystyle I} può essere ad esempio un intervallo chiuso {\displaystyle [a,b]}, un intervallo aperto {\displaystyle (a,b)}, una semiretta {\displaystyle [a,+\infty )}, ecc.

### Sostegno della curva
L'immagine di una curva {\displaystyle \operatorname {Im} f} viene anche chiamata sostegno, o supporto, della curva. Spesso, con un abuso di linguaggio, per "curva" si intende il sostegno e non la funzione. In topologia, quando l'intervallo di partenza {\displaystyle I} è quello unitario {\displaystyle [0,1]} si parla di cammino o arco.
Ad esempio, una circonferenza è il sostegno della curva
{\displaystyle f:[0,1]\rightarrow \mathbb {R} ^{2}\qquad f(t)=e^{2\pi it}=(\cos(2\pi t),\sin(2\pi t)).}

### Curva chiusa e curva semplice
Una curva {\displaystyle f:[a,b]\to X} che coincide sui suoi estremi, cioè tale che {\displaystyle f(a)=f(b)}, è una curva chiusa o un laccio.
Una curva {\displaystyle f:[a,b]\to X} si dice semplice se è tale che presi due punti distinti {\displaystyle x_{1},x_{2}}, di cui almeno uno appartenente all'intervallo {\displaystyle (a,b)}, risulta {\displaystyle f(x_{1})\neq f(x_{2})}. In altre parole la funzione {\displaystyle f} è quasi iniettiva e la curva non ha autointersezioni con un'unica eccezione ammessa: {\displaystyle f(a)=f(b).}
Una curva piana chiusa e semplice è anche detta curva di Jordan, quindi una circonferenza è una curva di Jordan.

### Curva piana
Una curva piana è una curva a valori nel piano cartesiano {\displaystyle \mathbb {R} ^{2}}. 
{\displaystyle f:[a,b]\rightarrow \mathbb {R} ^{2}}

### Parametrizzazioni
Se {\displaystyle p:I\rightarrow I} è un omeomorfismo crescente dell'intervallo, ad esempio una funzione derivabile e biettiva con derivata positiva, allora {\displaystyle g=f\circ p} ottenuta componendo {\displaystyle p} e {\displaystyle f} è un'altra curva avente lo stesso sostegno di {\displaystyle f}. Si dice che {\displaystyle g} è un'altra parametrizzazione della curva {\displaystyle f}.

## Differenziabilità

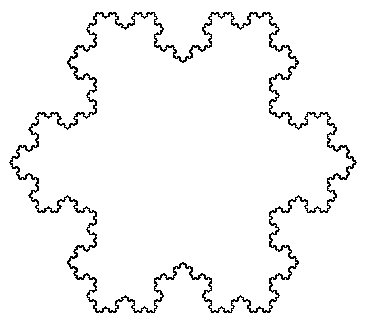
La curva di Koch non è differenziabile

Una curva liscia (un'ellisse, in rosso) ed una curva regolare a tratti (la sua evoluta, in blu)

Una curva topologica, per quanto sembri rispondere all'esigenza di rappresentare oggetti "filiformi" e "senza spessore" che localmente sembrano una retta incurvata, può essere molto bizzarra se non si fissano delle condizioni aggiuntive. Ad esempio nel 1890 il matematico Giuseppe Peano scoprì una curva, nota ora come curva di Peano, avente come sostegno un quadrato. La curva di Koch è invece un frattale con dimensione di Hausdorff compresa tra uno e due, un oggetto dimensionalmente intermedio tra la retta e il piano.
Una condizione aggiuntiva che garantisce l'aspetto "filiforme" del sostegno è la differenziabilità: se {\displaystyle X} è il piano o un altro spazio euclideo, è possibile chiedere che {\displaystyle f} sia differenziabile in ogni punto e in questo caso si parla di curva differenziabile o regolare. In una curva differenziabile, per ogni {\displaystyle t\in I} è definita una tangente alla curva in {\displaystyle f(t)}: la tangente è il vettore delle derivate di {\displaystyle f}.
Se si immagina di percorrere la curva nel tempo, la lunghezza del vettore tangente è la velocità della curva nel punto. La velocità può cambiare tramite riparametrizzazione della curva: data una curva, c'è sempre un'unica parametrizzazione tale che la velocità sia costantemente uno e questo parametro è la lunghezza d'arco.

### Regolarità a tratti
In molti contesti è utile parlare di curve "lisce" anche se queste dovessero presentare uno più punti di cuspide e/o più punti angolosi. Per questo scopo si definisce una curva regolare a tratti come una curva il cui dominio {\displaystyle I} è unione di intervalli successivi, su ciascuno dei quali la curva è regolare. Formalmente, si chiede che esista una partizione di un intervallo {\displaystyle I} in alcuni intervalli {\displaystyle I_{1},\ldots ,I_{k}} tali che la restrizione della curva su ciascun {\displaystyle I_{j}} sia regolare.

## Rappresentazione cartesiana e parametrica
Due modi utilizzati per rappresentare una curva in tre dimensioni sono la forma cartesiana e la forma parametrica.

### Rappresentazione cartesiana
È possibile rappresentare una curva tridimensionale in forma implicita identificando il suo supporto con il luogo di zeri di un campo vettoriale {\displaystyle \Phi :\mathbb {R} ^{3}\rightarrow \mathbb {R} ^{2}}, ovvero i punti di coordinate {\displaystyle (x,y,z)} che verificano il sistema:
{\displaystyle C:{\begin{cases}f(x,y,z)=0\\g(x,y,z)=0\end{cases}}}
dove {\displaystyle f} e {\displaystyle g} sono funzioni di classe almeno {\displaystyle C^{1}} a valori reali. Questa rappresentazione può essere pensata come curva intersezione di due superfici in forma implicita.
Condizione sufficiente per la regolarità locale di una curva così rappresentata nell'intorno di un suo punto {\displaystyle P_{0}=(x_{0},y_{0},z_{0})} è che la jacobiana:
{\displaystyle J={\frac {\partial \Phi (x_{0},y_{0},z_{0})}{\partial (x,y,z)}}}
abbia rango massimo

### Rappresentazione parametrica
Una curva in forma parametrica è una funzione vettoriale di una sola variabile {\displaystyle \alpha (t):I=[a,b]\subseteq \mathbb {R} \to \mathbb {R} ^{3}} del tipo:
{\displaystyle \alpha (t)=(\alpha _{1}(t),\alpha _{2}(t),\alpha _{3}(t)).}
Si può scrivere anche:
{\displaystyle \alpha (t):{\begin{cases}x=\alpha _{1}(t)\\y=\alpha _{2}(t)\\z=\alpha _{3}(t)\end{cases}}}
La variabile {\displaystyle t\in I} si chiama parametro. Una curva è una funzione di classe {\displaystyle C^{1}\ } in un intervallo se le funzioni {\displaystyle \alpha _{1}(t)\ }, {\displaystyle \alpha _{2}(t)\ } e {\displaystyle \alpha _{3}(t)\ } hanno derivate continue in questo intervallo. Una curva {\displaystyle C^{1}\ } si dice regolare in un punto {\displaystyle t_{0}\ } se:
{\displaystyle \phi '(t_{0})=(\alpha _{1}^{'}(t_{0}),\alpha _{2}^{'}(t_{0}),\alpha _{3}^{'}(t_{0}))\neq (0,0,0)}
e regolare in {\displaystyle I} se ciò vale in ogni punto di {\displaystyle I\ }. Un punto in cui si abbia {\displaystyle \alpha '(t_{0})=(0,0,0)\ } si dice punto singolare per la curva.

## Lunghezza della curva
Se {\displaystyle (X,d)} è uno spazio metrico (ad esempio, il piano o uno spazio euclideo) si può usare la metrica stessa per definire la lunghezza di una curva. Sia data una curva {\displaystyle \varphi :[a,b]\to X} e una partizione dell'intervallo {\displaystyle [a,b]} cioè un insieme finito di punti {\displaystyle \rho =\{t_{k}\}_{k}^{n}} tale che:
{\displaystyle a=t_{0}<t_{1}<\ldots <t_{n}=b.}
Allora si può definire la poligonale, cioè una curva che è l'unione dei segmenti aventi vertici l'immagine degli elementi della partizione tramite {\displaystyle \varphi }. In pratica la poligonale è una curva spezzata i cui vertici appartengono alla curva originale. Più i vertici della poligonale sono numerosi e più la sua lunghezza approssimerà quella della curva.
Si può definire la lunghezza della curva {\displaystyle f} come estremo superiore della lunghezza della poligonale al variare della partizione {\displaystyle \rho }:
{\displaystyle {\begin{aligned}L(\varphi )=&\sup _{\rho }\left[d(\varphi (t_{0}),\varphi (t_{1}))+...+d(\varphi (t_{n-1}),\varphi (t_{n}))\right]=\sup _{\rho }\sum _{i=1}^{n}d(\varphi (t_{i}),\varphi (t_{i-1}))=\\=&\sup \left\{\sum _{i=1}^{n}d(\varphi (t_{i}),\varphi (t_{i-1})):n\in \mathbb {N} {\mbox{ e }}a=t_{0}<t_{1}<\dots <t_{n}=b\right\}\end{aligned}}}
Se questo valore non è infinito, la curva si dice rettificabile. Le curve di Peano e di Koch non sono rettificabili.
La lunghezza di una curva non dipende dalla sua parametrizzazione, cioè non varia se si considerano parametrizzazioni equivalenti.
Una curva derivabile è rettificabile: per ogni punto {\displaystyle t} dell'intervallo è definita una velocità, e si può dimostrare che la lunghezza definita come sopra è uguale all'integrale di questa velocità su {\displaystyle I:}
{\displaystyle L(\varphi )=\int _{I}||{\dot {\varphi }}(t)||\,dt,}
usando la nozione di integrale di linea si può scrivere anche:
{\displaystyle L(\varphi )=\int _{\varphi }dt.}